# Julio Clement
Julio César Clement (Santa Fe, 1º luglio 1962) è un ex rugbista a 15, allenatore di rugby a 15 e politico argentino, attualmente sottosegretario nell'amministrazione provinciale di Santa Fe.

## Biografia
Da sempre nel Club Universitario Santa Fe, Julio Clement, tallonatore, disputò anche due incontri in Nazionale argentina, a tutt'oggi l'unico della sua città ad avere militato tra i Pumas; tali due incontri internazionali, contro Uruguay e Brasile, valsero a Clement la vittoria nei campionati sudamericani del 1987 e 1989.
Alla carriera agonistica fecero seguito quella tecnica e politica: da allenatore è presente nello staff tecnico del suo club d'origine, l'Universitario, come preparatore degli avanti, mentre nell'attività politica è sottosegretario e coordinatore allo Sport della provincia di Santa Fe.

## Palmarès
- Campionati sudamericani: 2
Argentina: 1987, 1989